# Prinsburg (Minnesota)
Prinsburg es una ciudad ubicada en el condado de Kandiyohi en el estado estadounidense de Minnesota. En el Censo de 2010 tenía una población de 497 habitantes y una densidad poblacional de 191,51 personas por km².

## Geografía
Prinsburg se encuentra ubicada en las coordenadas 44°56′5″N 95°11′13″O / 44.93472, -95.18694. Según la Oficina del Censo de los Estados Unidos, Prinsburg tiene una superficie total de 2.6 km², de la cual 2.6 km² corresponden a tierra firme y (0%) 0 km² es agua.

## Demografía
Según el censo de 2010, había 497 personas residiendo en Prinsburg. La densidad de población era de 191,51 hab./km². De los 497 habitantes, Prinsburg estaba compuesto por el 97.38% blancos, el 1.21% eran afroamericanos, el 0% eran amerindios, el 0.4% eran asiáticos, el 0% eran isleños del Pacífico, el 0.6% eran de otras razas y el 0.4% pertenecían a dos o más razas. Del total de la población el 1.21% eran hispanos o latinos de cualquier raza.